# 扎希德涅 (博布里涅茨區)
47°58′46″N 32°3′37″E / 47.97944°N 32.06028°E
扎希德涅（烏克蘭語：Західне），是烏克蘭中部的村莊，隸屬基洛夫格勒州的克羅皮夫尼茨基區。該村面積0.71平方公里，海拔高度165米，2001年人口78，人口密度每平方公里110人。